# Regina Schüttenhelm
Regina Felicitas Schüttenhelm (ur. 9 lipca 1964 w Siegen) – niemiecka judoczka. Olimpijka z Barcelony 1992, gdzie zajęła piąte miejsce w wadze półciężkiej.
Startowała w Pucharze Świata w latach 1989, 1991–1993. Złota medalistka akademickich MŚ w 1990 roku.

## Letnie Igrzyska Olimpijskie 1992
| Konkurencja | Rundy eliminacyjne    | Rundy eliminacyjne   | Repasaże                     | Repasaże                   | Finały               | Klas. końcowa |
| Konkurencja | 1/16                  | 1/4                  | Przeciwnik I                 | Przeciwnik II              | O 3 miejsce          | Miejsce       |
| ----------- | --------------------- | -------------------- | ---------------------------- | -------------------------- | -------------------- | ------------- |
| 72 kg       | Niurka Moreno (CUB) Z | Josie Horton (GBR) P | Sandra Atsuko Bacher (USA) Z | Katarzyna Juszczak (POL) Z | Irene de Kok (NED) P | 5.            |